# Phyllidiopsis berghi
Phyllidiopsis berghi är en snäckart som beskrevs av Vayssiere 1902. Phyllidiopsis berghi ingår i släktet Phyllidiopsis och familjen Phyllidiidae. Inga underarter finns listade i Catalogue of Life.